# ميك لان
ميك لان (بالإنجليزية: Mick Lane)‏ هو لاعب قذف أيرلندي، ولد في 1942 في Blackpool, Cork ‏ في جمهورية أيرلندا.